# ماچنگ
ماچنگ (به لاتین: Macheng) یک منطقهٔ مسکونی در چین است که در هوانگانگ واقع شده‌است. ماچنگ ۳٬۶۰۰ کیلومتر مربع مساحت و ۸۴۹٬۰۹۲ نفر جمعیت دارد.